# Delyan Point

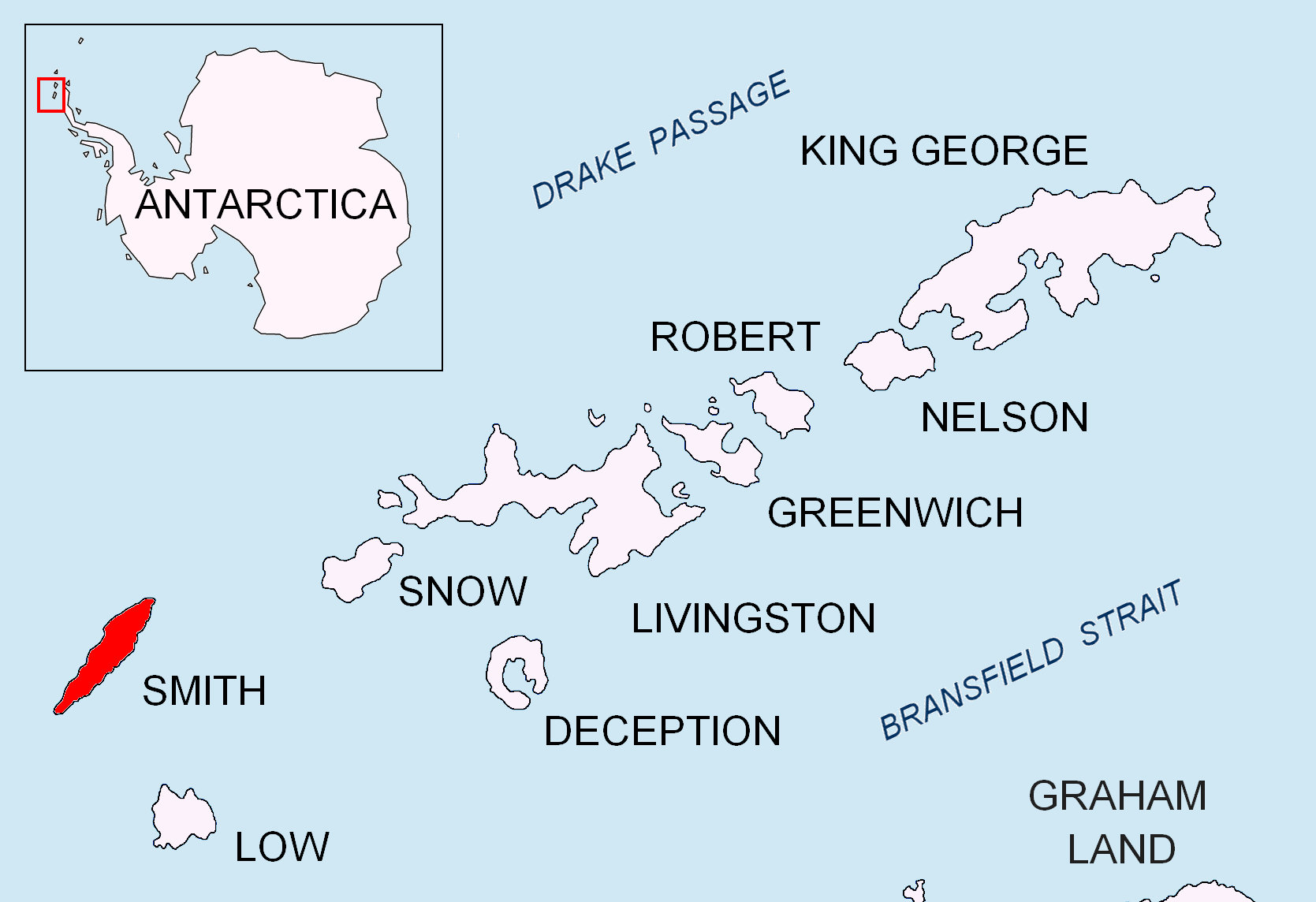
Localizzazione dell'Isola Smith, nelle Isole Shetland Meridionali.

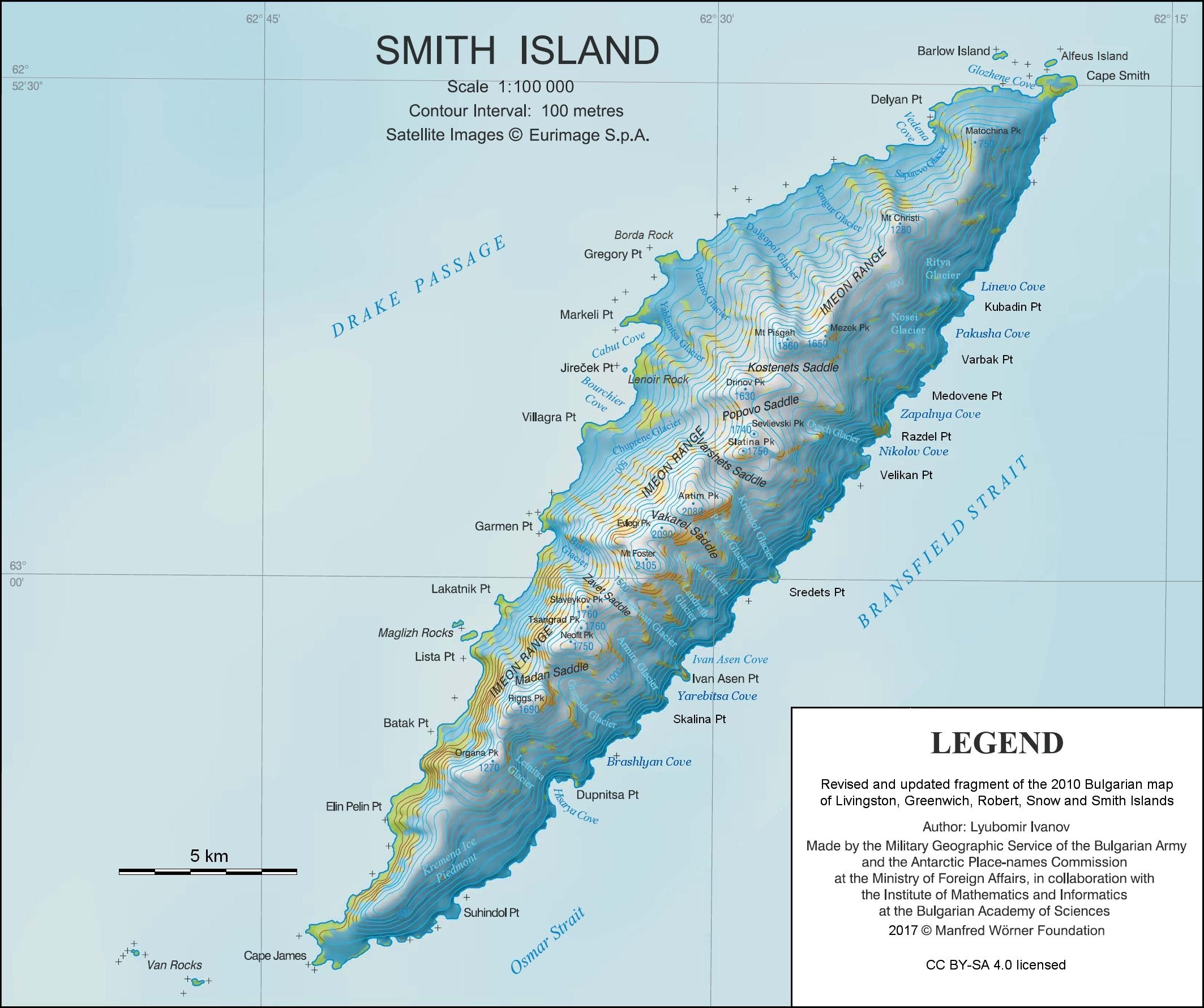
Mappa topografica dell'Isola Smith. Delyan Point si trova all'estremità superiore dell'immagine, sulla costa nordoccidentale dell'isola.

Delyan Point (in lingua bulgara: нос Делян, Nos Delyan) è una punta rocciosa situata sulla costa nordoccidentale dell'Isola Smith, che fa parte delle Isole Shetland Meridionali, in Antartide.
La punta forma il lato nordorientale dell'entrata alla Vedena Cove.

## Localizzazione
Delyan Point è localizzata alle coordinate 62°52′49.8″S 62°22′49.5″W; è situata 4 km a ovest-sudovest del Capo Smith, 10,66 km nordest di Markeli Point e 1,4 km a nordovest del Matochina Peak.
Mappatura preliminare bulgara nel 2009.

## Denominazione
La denominazione è stata assegnata dalla Commissione bulgara per i toponimi antartici in onore di Peter Deljan, autoproclamatosi zar della Bulgaria nel 1040-1041 con il nome di Pietro II di Bulgaria.

## Mappe
- Chart of South Shetland including Coronation Island, &c. from the exploration of the sloop Dove in the years 1821 and 1822 by George Powell Commander of the same. Scale ca. 1:200000. London: Laurie, 1822.
- L.L. Ivanov. Antarctica: Livingston Island and Greenwich, Robert, Snow and Smith Islands. Scale 1:120000 topographic map. Troyan: Manfred Wörner Foundation, 2010. ISBN 978-954-92032-9-5 (First edition 2009. ISBN 978-954-92032-6-4)
- South Shetland Islands: Smith and Low Islands. Scale 1:150000 topographic map No. 13677. British Antarctic Survey, 2009.
- Antarctic Digital Database (ADD). Scale 1:250000 topographic map of Antarctica. Scientific Committee on Antarctic Research (SCAR). Since 1993, regularly upgraded and updated.
- L.L. Ivanov. Antarctica: Livingston Island and Smith Island. Scale 1:100000 topographic map. Manfred Wörner Foundation, 2017. ISBN 978-619-90008-3-0